# Бомбогор
Дулар Бомбогор (кит. упр. 博木博果尔, пиньинь Bómùbóguǒ'ěr или кит. упр. 杜拉尔·博穆博果尔, пиньинь Dùlāěr Bómùbóguǒ'ěr; ум. около 1640 в Мукдене, Империя Цин) — вождь союза эвенкийских племен на Амуре в 1630-х годов. Под его руководством эвенки (солоны) и дауры вели борьбу против маньчжурских завоевательных походов в их край, иногда собирая до 6000 воинов. Бомбогор был схвачен маньчжурами в 1640 году, привезён в столицу маньчжурского (цинского) императора Абахая Мукден и там казнён.

## Сопротивление маньчжурам
После ослабления монгольской империи тунгусские племена, проживавшие в Восточном Забайкалье и Приамурье до начала XVII в. не являлись вассалами ни одного государства. С начала XVII в. лидеры династии Цин предпринимают попытки расширить свое влияние в Приамурье с целью принудить родственные этносы к вассальной зависимости, чтобы получить экономические людские ресурсы для решения амбициозных задач империи. Не желая быть вассалами маньчжуров, а также, отказываясь участвовать в войне на стороне маньчжуров и принимать чуждую им Конфуцианскую философию, некоторые группы эвенков, а также смешанные группы тунгусско-монгольского происхождения выступили против подчинения цинскому двору. Противостояние длилось длительное время, достигнув наибольшего накала к 30-м гг. XVII в. Наиболее активное сопротивление эвенков происходило под предводительством Бомбогора, который, начиная с 1634 г. возглавил Союз эвенкийских и даурских родов в борьбе за независимость от маньчжурского влияния.
В 1638 году Император династии Цин Абахай отправил генерала Самшику против Бомбогора, но тому не удалось справиться с сопротивлением эвенков.
В декабре 1639 года, Император Абахай отправил ещё одну военную экспедицию на Амур. Войскам удалось проникнуть в глубь территории, где проживали солоны, дойдя до реки Хумахэ. В ходе сражения у селения Гуалар маньчжуры, силами, насчитывавшими до 2 чалэ (полков) (по оценкам историков общая численность могла составлять до 2500 человек), разгромили совместный отряд солонов и дауров численностью 500 человек под руководством Бомобогора.
В мае 1640 года маньчжуры захватили ещё четыре поселения, включая крепость Якса, и взяли много лошадей, скота и рабов.
Хотя Бомбогор продолжил сопротивление, он стал терять поддержку местного населения. Эвенки не могли противостоять мощной маньчжурской армии, а многие эвенки-солоны перешли под власть маньчжурского хана.

## Пленение и смерть
В августе 1640 года Абахай отправил ещё одну военную экспедицию против Бомбогора, который бежал в Монголию, но был настигнут маньчжурами и захвачен вместе с имуществом, жёнами и детьми. Бомбогор был доставлен в Мукден, где и был казнён. Со смертью Бомбогора сопротивление эвенков прекратилось и маньчжуры получили полный контроль над населением Приамурья. Эвенки и все остальные местные народы стали частью так называемой Восьмизнамённой армии — военно-административной системы Цинской империи.